# Sven Lidberg
Sven Lidberg, född 1929 i Stockholm, död 2009, var en svensk målare.
Lidberg var som konstnär autodidakt. Han medverkade i utställningar i Sverige, Finland och Polen. Hans konst består av naivistiska landskap och stadsbilder med burleska figurmotiv. Lidberg är representerad vid Stockholms läns landsting, Malmö kommun, Statens konstråd, Kalmar kommun, Jönköpings kommun och Malmöhus läns landsting.